# Київське товариство любителів природи
Київське товариство любителів природи — громадська організація, що існувала в Києві в 1907—1924 роках та об'єднувала вчених, вчителів, любителів природи та мала за мету прищепити киянам любов до живих організмів та світу мінералів.

## Історія заснування
Ще 1869 року при Університеті було організвано Київське товариство природознавців. Наприкінці ХІХ століття було утворено Київський відділ Імператорського Товариства правильного полювання і при ньому музей на Хрещатику, 25.
Київське товариство любителів природи було засновано на початку 1907 року, статут прийнято 12 травня. Перше засідання відбулося 14 вересня 1907 року. Секретарем товариства став Венантій Бурдзинський. Товариство знаходилося у віданні Головного управління земельних справ та землеустрою Російської імперії та щорічно звітувало перед ним.
З жовтня 1907 року з дозволу керівництва Університету Святого Володимира засідання товариства стали відбуватися по вівторках і четвергах о 19 годині в університетській аудиторії. З березня 1908 року також секційні збори стали збиратися по неділях.
Товариство одразу створило 5 секцій: ботанічну, зоологічну, ентомологічну, любителів птахівництва, любителів акваріумів. Зоологічну секцію очолив Олексій Коротнєв.  На чолі ботанічної секції був Костянтин Пурієвич. Пізніше додалися ще секції орнітології, мінералогії, собаківництва. 

## Діяльність
Товариство розпочало свою роботу з проведення виставок, зокрема з бджільництва, рослинництва, квітникарства й шовківництва. Частина виставок були платними, а прибуток від них ішов на придбання книжок для бібліотеки, організацію діяльності, наукові дослідження деяких членів товариства. Зокрема під час виставки рослинництва і квітникарства 1907 року вдалося зібрати 1534 рублів. Восени 1908 року в ботанічному саду Університету було проведено виставку акваріумних риб і рослин. Товариство організувало природознавчі екскурсії. Зокрема 1908 року відбулися екскурсії в Голосіївський ліс, у Святошино, в Пущу-Водицю, на човнах до села Воскресенського тощо.

### Київський зоопарк
Однією з задач товариства було створити в Києві звіринець. Вже до кінця 1908 року товариству належало 17 звірів та птахів, що їх подарували доброчинці. Але взимку тримати їх не було де, тому начальник київського вокзалу надав одне з пристанційних приміщень. Після перемовин з адміністрацією Університету ректор Микола Цитович 24 березня 1909 року дозволив розмістити звіринець на нижній ділянці ботанічного саду. У травні 1909 року київський віце-губернатор Микола Чихачов дозволив при вході в звіринець поставити ящик для збору грошей на користь утримання тварин. У кінці 1909 року колекція налічувала 398 хребетних тварин — представників 115 видів.
У 1910 році Університет дозволив товариству вдвічі збільшити площу звіринця, до 1,5 га. У 1912 році київська влада виділила для зоопарку місце на Шулявці, навпроти Політехнічного інституту, 1913 року зоопарк відкрився на новому місці, його директором став Венантій Бурдзинський.

### Дніпровська біостанція
Для дослідження біології Дніпра товариство вирішило заснувати біостанцію. Будівництво почалося в урочищі Чорторий на Трухановому острові. Будівлю для біостанції профінансував професор Університету Святого Володимира Микола Кеппен, якому й довірили нею керувати у 1909—1910 роках. Кеппен помер у 1910 році, заповівши все своє майно новій організації, а будівництво станції було закінчено в 1911 році. Деякий час директором біостанції був Юлій Вагнер, потім до 1919 — Віктор Казановський. Зоологічний відділ станції очолював Дмитро Белінг, а орнітологами були Олександр Шуммер та Микола Шарлемань.

## Члени
У 1908 році членами товариства були 449 осіб.
Мінералогічну секцію товариства очолював геолог Петро Армашевський.
У 1907 році одну з перших лекцій про розведення водяного горіха прочитав ботанік Володимир Хитрово, також з доповіддю щодо розведення риб на засіданні виступав гімназист Лев Шелюжко, у 1908 доповідав його батько меценат Андрій Шелюжко, біолог Віктор Казанівський розповідав про грибкові захворювання риб.. Також лекцію «50-річчя теорії Дарвіна про походження видів» у 1909 році читав професор Олексій Сєверцов, про «Органи чуттів у рослин» розповідав Костянтин Пурієвич, звіт про експедицію «Поїздка на Везувій. З Женеви у Флоренцію на велосипеді. Спостереження геолога-туриста» зробив геолог Модест Клер.
Членами ботанічної секції були Сергій Навашин, В'ячеслав Заленський.
Почесними членами товариства були військовий міністр Володимир Сухомлинов, принц Ольденбурзський Олександр Петрович.

## Бібліотека та видання
Бібліотекарем товариства був Михайло Львович Лаппо-Данилевський. Станом на 1908 рік бібліотека вже налічувала 740 томів книг та брошур, виписувалося 73 періодичних видання.
Було також засновано журнали товариства: «Ентомологічний вісник» (рос. Энтомологический вестник), «Вісник любителя
акваріума й тераріума» (рос. Вестник любителя аквариума и террариума), «Звіт про діяльність Київського товариства любителів
природы» (рос. Отчет о деятельности Киевского общества любителей природы).
Дніпровська біологічна станція друкувала журнал  «Праці Дніпровської біологічної станції» (рос. Труды Днепровской биологической станции).